# Budišić
Budišić (v srbské cyrilici Будишић) je vesnice na západě Srbska, administrativně součást opštiny Mali Zvornik. Nachází se v blízkosti řeky Driny. V roce 2011 v ní žilo 197 obyvatel. Téměř všcihni obyvatelé Budišiće jsou srbské národnosti.
Vesnice se nachází v údolí říčky Trešnjica, která ústí do Driny. Obklopeno je ze všech stran hustými lesy a vysokými horami. V blízkosti vesnice se nachází chatová rekreační oblast; řeka Drina, která má v blízkosti Budišiće podobu umělého jezera, je často navštěvována kvůli rybolovu.